# Studenac
Studenac (izvirno srbsko Студенац) je naselje v Srbiji, ki upravno spada pod Občino Žitorađa; slednja pa je del Topliškega upravnega okraja.

## Demografija
V naselju živi 195 polnoletnih prebivalcev, pri čemer je njihova povprečna starost 44,5 let (42,3 pri moških in 46,7 pri ženskah). Naselje ima 70 gospodinjstev, pri čemer je povprečno število članov na gospodinjstvo 3,44.
To naselje je, glede na rezultate popisa iz leta 2002, večinoma srbsko.
|  |

| Demografija | Demografija     | Demografija     |
| Leto        | Št. prebivalcev | Št. prebivalcev |
| ----------- | --------------- | --------------- |
|             |                 |                 |
|             |                 |                 |
|             |                 |                 |
|             |                 |                 |
| 1948        | 329             |                 |
| 1953        | 342             |                 |
| 1961        | 327             |                 |
| 1971        | 325             |                 |
| 1981        | 251             |                 |
| 1991        | 263             | 256             |
| 2002        | 248             | 241             |
|             |                 |                 |

| Etnična sestava po popisu iz leta 2002 | Etnična sestava po popisu iz leta 2002 | Etnična sestava po popisu iz leta 2002 | Etnična sestava po popisu iz leta 2002 | Etnična sestava po popisu iz leta 2002 |
| -------------------------------------- | -------------------------------------- | -------------------------------------- | -------------------------------------- | -------------------------------------- |
| Srbi                                   | Srbi                                   |                                        | 229                                    | 95,02%                                 |
| Romi                                   | Romi                                   |                                        | 10                                     | 4,14%                                  |
| Madžari                                | Madžari                                |                                        | 1                                      | 0,41%                                  |
| Neznano                                | Neznano                                |                                        | 1                                      | 0,41%                                  |